# Ханель, Биргитте
Биргитте Ханель (дат. Birgitte Hanel; род. 25 апреля 1954, Йегерсборг, Копенгаген) — датская гребчиха, выступавшая за сборную Дании по академической гребле в конце 1970-х — середине 1980-х годов. Бронзовая призёрка летних Олимпийских игр в Лос-Анджелесе, участница многих регат национального и международного значения.

## Биография
Биргитте Ханель родилась 25 апреля 1954 года в коммуне Гентофте, Дания. Занималась академической греблей в Копенгагене в столичном Датском студенческом гребном клубе.
Дебютировала в гребле на взрослом международном уровне в сезоне 1977 года, когда вошла в основной состав датской национальной сборной и выступила на чемпионате мира в Амстердаме — в зачёте парных рулевых четвёрок сумела квалифицироваться лишь в утешительный финал B и расположилась в итоговом протоколе соревнований на 11 строке.
В 1979 году на мировом первенстве в Бледе закрыла в той же дисциплине десятку сильнейших.
На чемпионате мира 1981 года в Мюнхене в парных четвёрках с рулевой была шестой.
В 1983 году на мировом первенстве в Дуйсбурге показала со своей командой седьмой результат.
Благодаря череде удачных выступлений удостоилась права защищать честь страны на летних Олимпийских играх 1984 года в Лос-Анджелесе. В составе четырёхместного парного экипажа, куда также вошли гребчихи Ханне Эриксен, Лотте Коэфоэд, Бодиль Расмуссен и рулевая Йетте Сёренсен, в решающем финальном заезде пришла к финишу третьей позади команд из Румынии и Соединённых Штатов — тем самым завоевала бронзовую олимпийскую медаль.
После лос-анджелесской Олимпиады Ханель ещё в течение некоторого времени оставалась в составе гребной команды Дании и продолжала принимать участие в крупнейших международных регатах. Так, в 1985 году она побывала на мировом первенстве в Хазевинкеле, где заняла седьмое место в программе парных одиночек лёгкого веса.
В 1986 году на чемпионате мира в Ноттингеме стала пятой в лёгких парных двойках. Вскоре по окончании этого сезона приняла решение завершить спортивную карьеру.